# Hôtel de Crosne
Ne doit pas être confondu avec Hôtel de Crosne (Magny-en-Vexin).
L'hôtel de Crosne est un hôtel particulier situé à Rouen, en France.
Il tire son nom de Louis Thiroux de Crosne, intendant de Rouen de 1778 à 1785.

## Localisation
L'hôtel de Crosne est situé dans le département français de la Seine-Maritime, sur la commune de Rouen, au 53 rue Gustave-Flaubert.

## Historique
L'hôtel de Crosne fut construit pour Philippe Auguste Morin d'Auvers, chevalier, seigneur et patron de Bretteville, Croixmare et Varreville, conseiller au Parlement de Normandie.
Les façades et toitures ont été inscrites par arrêté du 24 octobre 1929.
Acquis par l'État en 1852, l'hôtel de Crosne est le siège du tribunal administratif de Rouen depuis 2008.
Le général Legentilhomme y a son quartier général en 1944.